# Elecciones provinciales de Catamarca de 1963
Las elecciones generales de la provincia de Catamarca de 1963 tuvieron lugar el domingo 7 de julio del mencionado año con el objetivo de restaurar las instituciones democráticas constitucionales y autónomas de la provincia después de un año de la intervención federal implementada por el gobierno de facto de José María Guido tras el golpe de Estado que derrocó al gobierno de Arturo Frondizi. Se realizaron en el marco de la proscripción del peronismo de la vida política argentina, y con su líder, Juan Domingo Perón, igualmente proscripto e impedido de presentarse a elecciones. Al mismo tiempo, el expresidente Frondizi se encontraba detenido y el Partido Comunista también estaba prohibido. De este modo, se considera que las elecciones no fueron completamente democráticas y los peronistas, frondicistas y comunistas expresaron su rechazo mediante el voto en blanco.
Aunque la Unión Cívica Radical Intransigente (UCRI), partido del expresidente Frondizi, pudo participar, gran parte de sus partidarios se expresaron con el voto en blanco. Armando Luis Navarro, candidato de la Unión Cívica Radical del Pueblo (UCRP), que ganó las elecciones nacionales con Arturo Umberto Illia, se impuso estrechamente en una elección en la que el 13.52% de los votos fueron en blanco y más de un 29% votó a partidos minoritarios, que no obtuvieron escaños en el Colegio Electoral provincial. La UCRI logró el segundo lugar a pesar de su debacle y el Partido Demócrata Cristiano (PDC), logró absorber con éxito parte del voto peronista, quedando tercero. El Colegio Electoral quedó compuesto por 17 radicales del pueblo, 10 radicales intransigentes, y 6 demócratas cristianos. La participación fue del 79.90% del electorado registrado. 
Navarro asumió su mandato el 12 de octubre de 1963. Sin embargo, no pudo finalizarlo debido a que fue derrocado por otro golpe de Estado el 28 de junio de 1966, que intervino todas las provincias.